# آینده یک جهان منبسط‌شونده
آیندهٔ یک جهان منبسط‌شونده برپایهٔ مشاهدات، به نظر می‌رسد که انبساط جهان برای همیشه ادامه خواهد یافت. بر اثر انبساط، جهان سردتر می‌شود و سرانجام به‌اندازه‌ای سرد خواهد شد که شرایط وجود هیچ حیاتی را نخواهد داشت. به همین دلیل، به این سناریو برای پایان جهان، انجماد بزرگ (به انگلیسی: Big Freeze) نیز گفته می‌شود.